# Варешанович, Дал
Дал Варешанович (босн. Dal Varešanović; род. 23 мая 2001, Вена) — боснийский футболист, атакующий полузащитник клуба «Ризеспор» и сборной Боснии и Герцеговины.

## Клубная карьера
Варешанович — воспитанник загребского «Динамо», английского «Ливерпуля» и «Сараево». 21 марта 2021 года в матче против «Крупы» он дебютировал во чемпионате Боснии и Герцеговины в составе последних. В этом же поединке Дал забил свой первый гол за «Сараево».